# 緑川静香
緑川 静香（みどりかわ しずか、1988年6月24日 - ）は、日本の女優、タレント、ファッションモデル。愛称はしーたん、しーちゃん。
埼玉県出身。身長168cm。血液型はAB型。サンミュージックプロダクション所属。

## 来歴
- 2006年、プラチナムプロダクションに所属。当時は「後藤静香」の芸名で活動していた。雑誌「SEVENTEEN」にてミスSEVENTEEN2006に選ばれた。
- 2007年7月、芸能人女子フットサルチーム「TEAM SPAZIO」に入団したが、現在は退団し、チームも解散している。
- 2008年、MBSラジオ『イマドキッ』『ゴチャ・まぜっ!』と情報誌『月刊デ・ビュー』のコラボオーディション “ミスパーソナリティグランプリ2008”でグランプリを受賞し（受賞したのは5名）、同年10月から『イマドキッ土曜日』のレギュラーとなる。
- 2009年、「緑川静香」に改める。同年12月から5人組アイドルユニット「美脚戦隊スレンダー」のメンバー（スレンダーレッド）として活動開始。
- 2010年1月、東京ビッグサイトで行われたKYORAKU×Sammyパチンコ・パチスロあしたのジョーのファンフェスティバル内で行われたコンテスト「ベスト・オブ・立つんだ嬢」では圧倒的な票数でグランプリを受賞した。
- 2010年、オフィス彩に所属。
- 2011年6月、日テレジェニック2011に選ばれる[3]。
- 2012年9月、“コートダジュール＆avexカラオケスーパーオーディション”で、およそ8000人の中からファイナリストに選ばれ、赤坂BLITZで開催されたファイナルステージにおいて、審査員特別賞を受賞した。
- 2013年4月、“あるあるGirlsコンテスト2013”にて1位でグランプリを獲得。
- 2013年、タクシーちゃんねるにおけるタクシーアイドル（タクドル）のグランプリを受賞した。
- 2016年3月、サンミュージックに所属。
- 2021年11月13日、ベストボディ・ジャパン2021 日本大会のモデルジャパン部門（MS. MODEL JAPAN）において、レディースクラスの5位に入賞[4][5][6]。先立つ前橋大会ではグランプリに選ばれた[7][8]。

## 人物
- 趣味： 鳩と戯れる、ダンス、カラオケ、フットサル、人間観察、読書、芸術鑑賞、ラーメン食べ歩き。
- 特技： マニアックものまね、ちょっとしたユーモア、適当外国語、料理、スペイン語、食べる。
- 好きな食べ物：　ラーメン、いくら、ぽたぽた焼き、チョコレート。
- 好きな色：ピンク。
- よく笑いよく食べる
- ハローキティが大好き。
- 携帯電話としてNTTドコモのN504iSを使用していた。14歳の時に初めて母親に買ってもらった携帯で、2012年3月31日のmovaサービス終了まで使い続けた[9]。
- 愛猫の名前は「タマ」[10]。
- パク・ヨンハが大好きで「チュー'sDAYコミックス 侍チュート!」で披露した「韓国人留学生1年目の女子」はパク・ヨンハから生まれたネタ[11]。
- ブログやツイッターでよく「ちゃーい」という言葉を使っている。
- 9頭身の持ち主。
- 将来の夢は母親に一軒家をプレゼントする事。
- 日本酒好きで利き酒師（日本酒ソムリエ）の資格を持っている。
- 貧乏生活トークで売り出しているが、実際に幼少時代は家庭の事情で極貧生活を送っていた[12]。5歳の時に父親が蒸発して以来、他人宅の3畳の物置にて母と兄の3人で生活していた[13]。ご飯は公園の葉っぱやスーパーの試食で貧困時代を乗り切ったという。母の教えは「火を通せば何でも食べられる」だったため、日光に葉をかざして食したりする日々を送った[14]。16歳で雑誌編集者にスカウトされ「タダでジュースやお菓子が食べられる」に釣られて芸能界入り[15][16]。

## 出演

### バラエティ

#### 現在のレギュラー番組
- すもももももも！ピーチ★CAFE（読売テレビ、2015年4月 - ）
- 巷のウワサ大検証!それって実際どうなの会（TBSテレビ、2024年6月26日 - ）

#### 過去のレギュラー番組
- Kunoichi.TV（テレビ北海道、2007年10月 - 2008年1月出演）
- アイドルの穴2011〜日テレジェニックを探せ!〜（日本テレビ、2011年4月3日 - 6月18日）
- ピーチ流!（読売テレビ、2012年6月10日 - 2015年3月）「ピーチーズ6期生」としてレギュラー出演[17]
- 渋谷LIVE! ザ・プライムショー（WOWOW、2012年10月 - 2013年3月）
- NAGARAプライムショー（WOWOW、2013年1月 - 3月）
- ピグ☆1（つくばテレビ・アイドル専門チャンネルPigoo / 旧PigooHD、2013年1月 - 6月） - メインMC
- どうなる?（TOKYO MX、2015年7月 - 11月）
- 伊集院光のてれび（TwellV、2015年10月2日 - 12月25日）
- ヨソで言わんとい亭〜ココだけの話が聞ける（秘）料亭〜（テレビ東京、2015年10月 - 2016年7月） - 隔週レギュラー
- 熱血BO-SO TV（千葉テレビ、2017年4月8日 - 2020年3月） - 「利き酒師」の副題で不定期的に出演
- それって!?実際どうなの課（中京テレビ、2019年4月3日 - ）-「家の不用品を全部売る」のコーナー

#### 過去の出演番組
特別番組 
- 明石家さんまのコンプレッくすっ杯（テレビ朝日、2015年9月18日）
- セレブとビンボー（フジテレビ、2015年10月10日）

 その他 
- 全力坂（テレビ朝日、2009年10月20日・26日出演）
- チュー'sDAYコミックス 侍チュート!（毎日放送、2010年1月26日出演）番組内コーナー『狙いすぎバスターズ』に出演
- アルクメデス〜GREEN〜（NHK、2011年5月）
- 夜遊び三姉妹（日本テレビ、2011年7月14日出演）『ふるぼっこ堂』にゲスト出演
- 音龍門（日本テレビ、2011年8月）
- 爆笑そっくりものまね紅白歌合戦(フジテレビ、2011年12月31日、2012年3月24日）
- サタネプ☆ランキング（TBS、2012年1月14日）
- ソロモン流（テレビ東京、2012年1月29日）
- ハシゴマン（東京MXテレビ、2012年2月2日出演）「浅草編」に塚地武雅と共にゲスト出演
- 世界一受けたい授業（日本テレビ、2012年4月7日、7月28日）
- ブレインアスリート（日本テレビ、2012年5月3日 - 6月3日）
- ツボ娘（TBS、2012年8月22日、2013年1月16日）
- 旅ずきんちゃん（TBS、2015年11月15日）
- 蔵元の肴 地酒職人の選ぶ逸品おつまみ #1（スカパー!・スカチャン4K、2021年9月12日）

### ラジオ

#### 現在のレギュラー番組
- GOGOMONZ（NACK5、「DREAM CARAVAN」レポーター（不定期レギュラー)、2013年5月 - ）

#### 過去のレギュラー番組
- イマドキッ土曜日（MBSラジオ、2008年10月 - 2009年4月）
- わけあり女子会.com（ラジオ関西、2011年10月 - 2012年3月） - レギュラーパーソナリティー
- GEKIDAN SAMBA CARNIVAL（FM-FUJI、2012年4月 - 9月） - レギュラー・アシスタント
- MAGICAL SNOWLAND（NACK5、2012年10月 - 2013年3月） -  レポーター
- ほうか道R（鳥越アズーリFM、2021年3月 - 2022年3月） - サブMC

### テレビドラマ
- 花ざかりの君たちへ〜イケメン♂パラダイス〜（フジテレビ、2007年）
- ショコラ（日本テレビ、2008年） - 婦人警官 役
- 恋に落ちたギャルソン（恋愛妄想TV、2011年3月） - ヒロイン・エレン 役
- 土曜ワイド劇場 検事・朝日奈耀子11（テレビ朝日、2011年11月12日） - 矢島友美 役
- 係長 青島俊作2（NOTTV、2012年8月）
- リアル鬼ごっこ THE ORIGIN 1話（首都圏トライアングル、2013年） - 佐藤レナ 役
- 深夜の用心棒 1話（千葉テレビ、2013年） - 工藤美雪 役
  - 深夜の用心棒 EPISODE＃0 5話・6話（2014年） - 朝倉遙子 役
- 怪生伝(フジテレビ、2013年12月20日） - 一宮風香 役
- 怪生伝 KESHOUDEN（フジテレビ、2014年4月26日 - ） - 一宮風香 役
- 花咲舞が黙ってない（日本テレビ、2015年）
- BSスカパー!って知ってますか!?（BSスカパー!、2015年10月）
- 99.9-刑事専門弁護士- 最終話（2016年6月19日、TBS） - 九十九静香 役
- モンスター 第3話（2024年10月28日、関西テレビ・フジテレビ系） - キャスター 役[18]
- ホットスポット 第7話（2025年2月23日、日本テレビ） - 宮本の連れ 役[19]
- あなたを奪ったその日から 第1話・第9話（2025年4月21日・6月16日、関西テレビ・フジテレビ） - レポーター 役[20]

### 映画
- あの遠い夏の日があった（2007年、高田拓土彦監督）
- タイムカプセル（2007年、千葉大樹監督） - ヒロイン・春菜 役
- ある日、（2008年、千葉大樹監督） - ヒロイン
- シリーズ「遺物」未解決事件流出証拠検証記録 Vol.1「遺品」（2009年、白川士監督） - 主演・須藤美沙緒 役
- クロサワ映画2011〜笑いにできない恋がある〜（2011年、渡辺琢監督） - キャビンアテンダント 役
- IKARIDA ～脱獄～隣の住人（2012年、楠美聖寿監督）
- 自縄自縛の私（R18文学賞Vol1、2013年、竹中直人監督）
- サムライダッシュ（2013年4月、山本浩貴監督） - フミエ 役
- 俺俺（2013年5月、三木聡監督） - ニュースキャスター 役
- 紅破れ（2014年11月、横山康次監督） - 由美 役
- 小人探偵 多羅小伴内（2014年、高橋亨監督） - 主演・大林少年 役
- 009ノ1 THE END OF THE BEGINNING（2014年10月、坂本浩一監督） - バタフライ 役
- リュウセイ（2014年2月、谷健二監督） - 槇村彩 役
- お母さんのごはん ガラガラ（2014年、菊池恭兵監督） - 主演・黒木千鶴 役
- シュールな男（2015年9月、柴田愛之助監督） - 女優 役
- 怪奇タクシー（2022年8月、夏目大一朗監督） - 安田理恵 役[21]

### 舞台
- PU-PU-JUICE公演『結婚狂想曲』（2010年9月、シアターサンモール）
- PKシアター公演『罪人-ZAININ-』（2011年4月28日 - 5月8日、日暮里d倉庫） - 主演・深川ハルミ 役
- PU-PU-JUICE公演『奇跡の男』（2011年6月9日 -19日、中野ザ・ポケット） - アッコ 役
- Flying Trip公演『Stranger than Paradise 〜深愛〜』（2011年8月9日 - 11日、シアターグリーン） - 南まるみ 役
- PU-PU-JUICE特別公演『クロス』（2011年12月14日 -18日、中野テレプシコール） - ミウ 役
- Flying Trip公演『空色ドロップ』（2012年1月11日・12日・15日、中野ザ・ポケット） - スペシャルゲスト 村上遥 役
- 新・七夕伝説「煌星★天女」（2012年3月2日、シアターグリーン） - ゲスト出演
- PU-PU-JUICE公演『汚れたアヒル』（2012年3月15日 - 25日、SPACE107） - よし子 役
- Flying Trip公演『月下のオーケストラ』（2012年4月11日 - 17日、シアターグリーン） - 麻宮翔子 役
- Flying Trip公演『落下ガール』（2013年3月7日・10日・11日、シアターサンモール） - 石川さゆき 役
- PU-PU-JUICE公演『R18』（2013年6月27日 - 7月7日、SPACE107） - 相田モモ 役
- PU-PU-JUICE公演『女子高』（2013年6月27日 - 7月7日、SPACE107） - 主演・立花美冬 役
- PU-PU-JUICE公演『パニ☆ホス』（2013年8月1日 - 11日、SPACE107） - 飯田智子 役
- PU-PU-JUICE公演『奇跡の男』再演（2013年9月20日 - 30日、SPACE107） - アッコ 役
- Luna Pank公演『Siren Song』（2014年10月） - 主演・ルネ 役
- PU-PU-JUICE公演『竜馬を殺す』（2014年11月7日 - 16日、シアターサンモール） - 遊郭 女将 役
- RASCAL『その嘘に刺される』（2015年5月14日・17日、下北沢・小劇場 楽園） - 主演　第8回ルナティック演劇祭参加作品
- ザ★夕方カレー公演Vol.8『時間の花』（2015年10月20日 - 25日、明石スタジオ） - 主演・モモ 役

### OV
- 仮面ライダーW RETURNS 仮面ライダーエターナル（2011年、坂本浩一監督） - ノンコ 役
- 2ちゃんねるの呪い4瓢箪事件（2011年、永江二朗監督） - 主演・奈々 役
- ダスク 死を呼ぶ女（2013年） - ヒロイン・ユカ 役

### CM
- 年末ジャンボ宝くじ（2009年）
- すしざんまい（2011年10月 - ）
- ヤマサ昆布つゆ（2012年4月 - ）
- FINANCIAL AGENCY（2012年10月 - ）
- MJQウェディング（2013年10月 - ）
- Yogibo（2020年7月 - ）
- 静岡ガス（2021年4月 - ）

### 雑誌
- SEVENTEEN（2004年 - 2006年）
- デジタルフォトテクニック（2007年）
- カメラ日和27（裏表紙）
- B.L.T.（2011年）
- 月刊オーディション（2011年）
- 週刊アスキー（2011年）
- アサヒ芸能表紙（2011年）

### 広告
- 「鈴乃屋」着物モデル（2009年）
- 「ピンポンシュート研究隊」トレインチャンネル（2011年〜2012年）
- Start me「ヒバライト」（2022年2月 - ） - イメージキャラクター[22]

### ファッションショー
- 東京ランウェイ2014 SPRING/SUMMER（2014年3月）

## 作品

### イメージDVD
- 日テレジェニック2011 緑川静香 Be Quiet〜しずかにしなさいっ!〜（2011年9月21日、バップ）

### 写真集
- 25-Twenty Five-（2014年6月4日、ASWEE ASIA、撮影：横内禎久）[23][24]